# 1749 Telamon
1749 Telamon là một tiểu hành tinh Trojan Sao Mộc có quỹ đạo L4 Điểm Lagrange thuộc hệ Mặt trời-Sao Mộc, ở "Trại Hy Lạp". Nó được đặt theo tên người anh hùng Telamon của Hy Lạp cổ đại. Nó được Karl Wilhelm Reinmuth phát hiện vào ngày 29 tháng 9 năm 1949 ở Heidelberg, Đức.